# Vincenzo Labini
Vincenzo Labini (ur. 28 kwietnia 1735 w Bitonto, zm. 30 kwietnia 1807 na Malcie) – arcybiskup pochodzenia włoskiego, który służył jako biskup Malty od roku 1780 do 1807.

## Życiorys
Vincenzo Labini urodził się w Bitonto, we Włoszech 28 kwietnia 1735 roku. W roku 1758 został wyświęcony na księdza Suwerennego Rycerskiego Zakonu Szpitalników św. Jana z Jerozolimy, znanego lepiej jako Zakon Rycerzy Joannitów. W roku 1780, po rezygnacji biskupa Giovanniego Pellerano, papież Pius VI mianował Labiniego na biskupa Malty. Sakrę biskupią otrzymał 25 czerwca 1780 roku z rąk kardynała Bernardino Girauda. 3 marca 1797 roku Kościół Katedralny Malty został podniesiony do godności arcybiskupiej. Od tego czasu biskupi Malty zostali tytularnymi arcybiskupami Rodos i biskupami Malty; Labini był pierwszym noszącym ten tytuł. Vincenzo Labini był bliskim przyjacielem św. Alfonsa Liguoriego, biskupa Sant’Agata de’ Goti i założyciela zakonu Redemptorystów.
Biskup Labini wprowadził na Malcie kilka zmian: przeniósł procesję św. Grzegorza z 12 marca na środę po Wielkanocy, zarządził codzienne błogosławieństwo Najświętszym Sakramentem we wszystkich kościołach parafialnych oraz nakazał, aby w każdy czwartek, godzinę po zachodzie słońca, biły dzwony kościelne, na pamiątkę ustanowienia Eucharystii. W czasie swojej posługi poświęcił wiele kościołów na Malcie. Labini przewodził diecezji pod rządami Joannitów, Francuzów i Brytyjczyków.
Arcybiskup Vincenzo Labini zmarł 30 kwietnia 1807 roku i został pochowany w katedrze w Mdinie.